# Idrossilellestadite
L'idrossilellestadite è un minerale.